# Jóhann Jóhannsson
Jóhann Gunnar Jóhannsson (Reykjavík, 19 settembre 1969 – Berlino, 9 febbraio 2018) è stato un musicista, compositore e produttore discografico islandese.

## Biografia
È stato cofondatore dei Kitchen Motors a Reykjavík, l'organizzazione d'arte, think tank ed etichetta discografica specializzata che promuove concerti, mostre, performance, opere da camera, produzione di film, libri e programmi radiofonici basati su sperimentazione, collaborazione e ricerca di nuove forme d'arte. È stato anche membro del supergruppo di elettronica islandese Evil Madness.
Jóhannsson ha fondato gli Apparat Organ Quartet nel 1999, suonando in vari festival europei. Ha pubblicato dischi a nome proprio: Englabörn (Touch, 2002), Virðulegu Forsetar (Touch, 2004), IBM 1401, A User's Manual (2006), che ha iniziato la sua collaborazione con la 4AD, Fordlandia (4AD, 2008), And In The Endless Pause There Came The Sound Of Bees (Type, 2009), The Miners' Hymns (Fat Cat, 2011). Ha anche prodotto e scritto musica con artisti come Marc Almond (l'album Stranger Things), Barry Adamson e Pan Sonic, The Hafler Trio, Magga Stina e altri.
Ha scritto musiche per teatro, documentari e colonne sonore di diversi film. Nel 2015 vince il Golden Globe per La teoria del tutto, e viene nominato per la prima volta agli Oscar. L'anno successivo, nel 2016, ottiene un'altra nomination per Sicario, mentre nel 2017 l'Academy squalifica le sue musiche di Arrival dalla cinquina finale, poiché la colonna sonora non contiene solo musica originale ma, dichiaratamente, anche il remix di una composizione di Max Richter, On the Nature of Daylight, scelta dal regista per due brevi scene del film, con l'autorizzazione di Richter e la piena approvazione di Jóhannsson.
In qualità di regista ha diretto nel 2014 il cortometraggio End of Summer e nel 2020, due anni dopo la sua morte, Last and First Men, il quale fu presentato alla 70ª edizione del Festival internazionale del cinema di Berlino, dove ricevette un ampio apprezzamento.

### Morte
Jóhannsson è stato trovato senza vita nella sua casa di Berlino il 9 febbraio 2018, a causa di un'overdose da cocaina e medicinali.

## Discografia

### Album
- 2002 – Englabörn (Touch, 4AD nel 2007)
- 2004 – Virðulegu Forsetar (Touch)
- 2006 – IBM 1401, A User's Manual (4AD)
- 2008 – Fordlandia (4AD)
- 2009 – And In The Endless Pause There Came The Sound Of Bees (Type)
- 2011 – The Miners' Hymns (Fat Cat)
- 2016 – Orphée (Deutsche Grammophon)
- 2018 – Englabörn & Variations (Deutsche Grammophon) (Englabörn reissue)
- 2019 – 12 Conversations With Thilo Heinzmann (Deutsche Grammophon)

### Singoli
- 2006 – The Sun's Gone Dim And The Sky's Turned Black (4AD)

## Colonne sonore

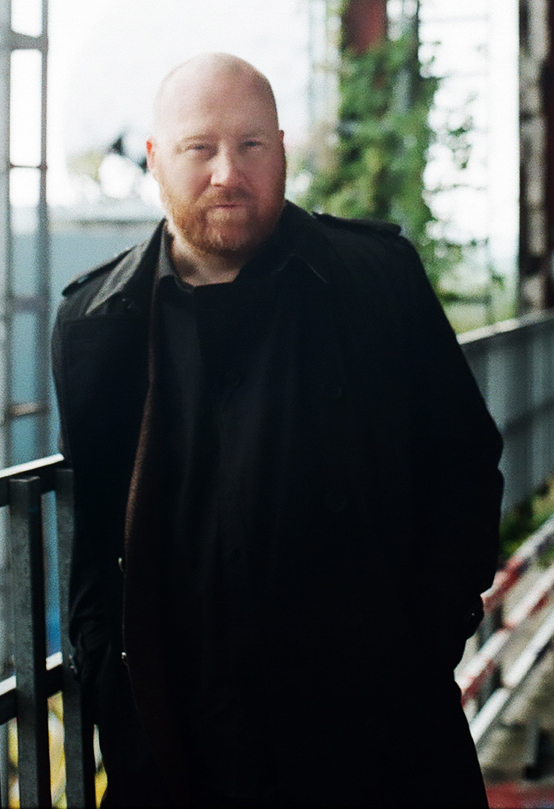
Jóhann Jóhannsson

- Dís, regia di Silja Hauksdottir (2004)
- Personal Effects, regia di David Hollander (2009)
- Prisoners, regia di Denis Villeneuve (2013)
- McCanick, regia di Josh C. Waller (2013)
- Tuīná, regia di Lou Ye (2014)
- La teoria del tutto (The Theory of Everything), regia di James Marsh (2014)
- Sicario, regia di Denis Villeneuve (2015)
- Ófærð - serie TV (2015)
- Arrival, regia di Denis Villeneuve (2016)
- Madre! (Mother!), regia di Darren Aronofsky (2017)
- Il mistero di Donald C. (The Mercy), regia di James Marsh (2018)
- Maria Maddalena (Mary Magdalene), regia di Garth Davis (2018)
- Mandy, regia di Panos Cosmatos (2018)

## Riconoscimenti

### Premio Oscar
- 2015 – Candidatura alla migliore colonna sonora per La teoria del tutto
- 2016 – Candidatura alla migliore colonna sonora per Sicario

### Golden Globe
- 2015 – Migliore colonna sonora originale per La teoria del tutto
- 2017 – Candidatura alla migliore colonna sonora originale per Arrival

### Premio BAFTA
- 2015 – Candidatura alla migliore colonna sonora per La teoria del tutto
- 2016 – Candidatura alla migliore colonna sonora per Sicario
- 2017 – Candidatura alla migliore colonna sonora per Arrival

### Critics' Choice Awards
- 2014 – Candidatura alla migliore colonna sonora per La teoria del tutto
- 2015 – Candidatura alla migliore colonna sonora per Sicario
- 2016 – Candidatura alla migliore colonna sonora per Arrival

### Grammy Award
- 2016 – Candidatura alla migliore composizione di colonna sonora per arti visive per La teoria del tutto